# Yōji Tsuboi
Yōji Tsuboi (jap. 坪井遥司 Tsuboi Yōji; ur. 29 listopada 1992 w Okayamie) – japoński łyżwiarz figurowy, startujący w konkurencji solistów. Uczestnik zawodów z cyklu Junior Grand Prix i medalista zawodów międzynarodowych.

## Osiągnięcia
| Zawody                                | 07–08          | 08–09          | 09–10          | 10–11          | 11–12          | 12–13          | 13–14          | 14–15          |                |                |                |                |                |                |                |                |                |
| Międzynarodowe                        | Międzynarodowe | Międzynarodowe | Międzynarodowe | Międzynarodowe | Międzynarodowe | Międzynarodowe | Międzynarodowe | Międzynarodowe | Międzynarodowe | Międzynarodowe | Międzynarodowe | Międzynarodowe | Międzynarodowe | Międzynarodowe | Międzynarodowe | Międzynarodowe | Międzynarodowe |
| ------------------------------------- | -------------- | -------------- | -------------- | -------------- | -------------- | -------------- | -------------- | -------------- | -------------- | -------------- | -------------- | -------------- | -------------- | -------------- | -------------- | -------------- | -------------- |
| International Cup of Nice             |                |                |                |                |                |                |                | 4              |                |                |                |                |                |                |                |                |                |
| Gardena Spring Trophy                 |                |                |                |                |                | 3              |                | 4              |                |                |                |                |                |                |                |                |                |
| Golden Spin Zagrzeb                   |                |                | 4              |                |                |                |                |                |                |                |                |                |                |                |                |                |                |
| Merano Cup                            |                |                |                |                |                | 4              |                |                |                |                |                |                |                |                |                |                |                |
| Zimowa Uniwersjada                    |                |                |                |                |                | 13             |                |                |                |                |                |                |                |                |                |                |                |
| Międzynarodowe: Kategorie młodzieżowe |                |                |                |                |                |                |                |                |                |                |                |                |                |                |                |                |                |
| JGP w Australii                       |                |                |                |                | 7              |                |                |                |                |                |                |                |                |                |                |                |                |
| JGP w Czechach                        |                |                |                | 12             |                |                |                |                |                |                |                |                |                |                |                |                |                |
| JGP w Wielkiej Brytanii               |                |                |                | 7              |                |                |                |                |                |                |                |                |                |                |                |                |                |
| JGP we Włoszech                       |                |                |                |                | 17             |                |                |                |                |                |                |                |                |                |                |                |                |
| Krajowe                               |                |                |                |                |                |                |                |                |                |                |                |                |                |                |                |                |                |
| Mistrzostwa Japonii                   |                |                |                | 20             | 11             | 16             | 9              | 13             |                |                |                |                |                |                |                |                |                |
| Mistrzostwa Japonii juniorów          | 12             | 13             | 7              |                |                |                |                |                |                |                |                |                |                |                |                |                |                |